# Guillaume Douarre
« Douarre » redirige ici. Pour les articles homophones, voir Doire, Douar et Douard.
Guillaume Douarre (Job (Puy-de-Dôme), 16 décembre 1810-Pouébo, 27 avril 1853) est un missionnaire français, religieux mariste, évangélisateur de la Nouvelle-Calédonie où il est vicaire apostolique.

## Biographie
Né en Auvergne, fils de Jean Douarre et de Marie Joubert, il est ordonné prêtre en juin 1834 du diocèse d'Orléans. Vicaire d'Ouzouer-sur-Trézée, puis curé d'Yssac-la-Tourette (1838), il entre chez les maristes de Lyon en 1841. Sacré évêque de l'Océanie centrale (in partibus d'Amata-en-Palestine (de)) en octobre 1842, il embarque à Toulon sur l'Uranie le 3 mai 1843 avec le nouveau gouverneur Armand Joseph Bruat et un groupe de missionnaires. 
Le 14 octobre, on atteint Nuku Hiva. Le père Gilbert Roudaire est déposé à Wallis, laissant le temps de consacrer évêque Pierre Bataillon, et l'on arrive en Nouvelle-Calédonie le 19 décembre. 
Douarre célèbre la toute première messe de Noël à Balade et les missionnaires sont laissés à terre pour y fonder une mission avec cinq mois de vivres. Ils ne reverront aucun navire européen de janvier 1844 à août 1845…
Malgré les nombreuses difficultés, Douarre et ses compagnons font des tournées d'évangélisation jusqu’à la future Pouébo mais aussi dans l'île Balabio et l'Île Hienghene où le fils du chef Bouarate accepte de se faire baptiser. 
Des provisions arrivent enfin en août 1845 grâce à un navire américain et en septembre le capitaine Auguste Bérard amène d'autres provisions. Une chapelle en bois est construite par les matelots et le chef de Pouébo finit par demander l’installation chez lui de la mission. 
Le 7 septembre 1846, Douarre s'embarque pour l'Europe à bord de l'Arabian. Son successeur, Pierre Rougeyron, fonde enfin la mission de Pouébo en février 1847. 
Douarre arrive à Cherbourg en avril 1847 et entreprend une tournée de propagande en Europe. Il reçoit à Paris la Légion d'honneur des mains de Louis-Philippe qui prend même 3 000 F sur sa propre cassette. À Rome, il obtient la fondation d'un vicariat de Nouvelle-Calédonie-Nouvelles-Hébrides mais, à Lyon, il apprend que les missions ont été dévastées par les indigènes et que les survivants ont été transférés à l'île des Pins. 
En octobre 1848, Douarre repart de Toulon pour la Nouvelle-Calédonie, avec Benoît Forestier. Il fait escale à Anatom et atteint l'île des Pins le 20 septembre 1849. Il tente alors de réimplanter les missions sur la Grande Terre, à Hienghène. En octobre 1849, il part pour Balade où les indigènes font amende honorable. Il demande le retour des pères mais les guerres tribales obligent les missionnaires à se réfugier de nouveau sur l'île des Pins. 
Découragé, Douarre séjourne quelque temps auprès de Pierre Bataillon à Wallis puis à Sydney d'octobre 1850 à mars 1851. Il apprend alors qu'il est nommé vicaire apostolique des Samoa. Il choisit finalement de rejoindre la Nouvelle-Calédonie. 
La mission de Balade est restaurée en mai 1851 avec Benoît Forestier puis, en mars, celle de Pouébo. Il meurt dans cette dernière le 27 avril 1853. La prise de possession de la Nouvelle-Calédonie par la France a lieu le 24 septembre 1853.

## Hommages

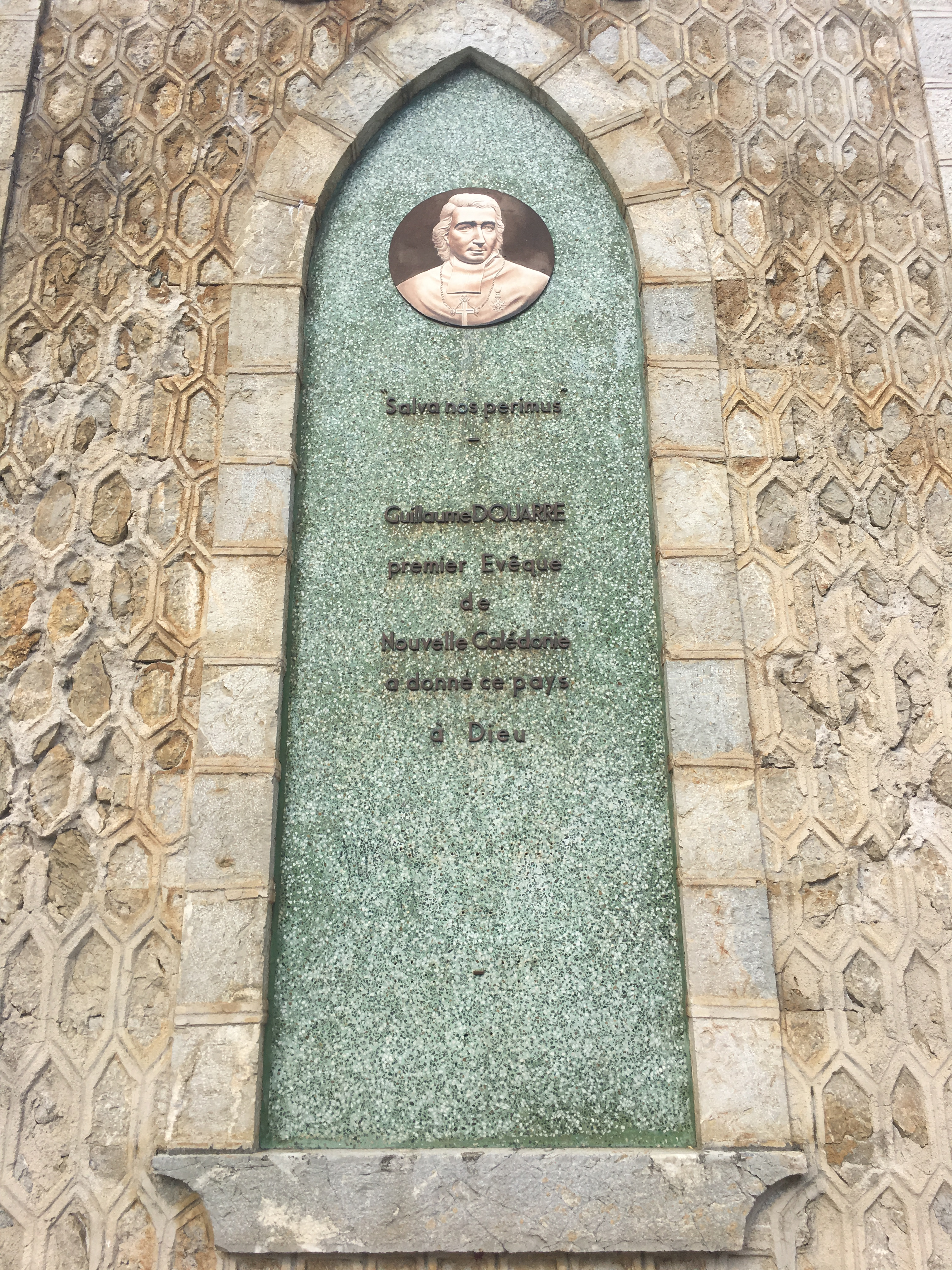
Plaque commémorative à Guillaume Douarre devant la cathédrale Saint-Joseph de Nouméa.

- Monument commémoratif érigé près d'Ambert en 1953[1].
- Le centenaire de sa mort, en 1953, est l'occasion de multiples célébrations en Nouvelle-Calédonie et en Auvergne[1].